# Grammoa
Grammoa é um gênero de traça pertencente à família Arctiidae.